# Vitiges

Harta de campanie a primei faze a Războiul Gotic (535-554)

Witiges sau Vitiges (d. 540) a fost rege al ostrogoților din Italia între 536 și 540.
El a succedat pe tronul ostrogoților din Italia în primele faze ale războiului gotic, în care bizantinii, sub comanda generalului Belizarie capturase rapid Sicilia în anul anterior și acționa deja în sudul Italiei în fruntea forțelor trimise de împăratul Iustinian I.
Vitiges a fost soț al singurului copil care i-a supraviețuit reginei Amalasuntha, Matasuntha, căsătorie care l-a îndemnat să aspire la coroana ostrogotă. Panegiricul rostit la nuntă a fost pronunțat de către Cassiodorus, textul fiind păstrat și reprezentând o formă tradițională romană de retorică, care demonstrează că dinastia goților era deja sub influența romană. Vitiges a orchestrat asasinarea lui Theodahad, soțul Amalasunthei, încă de la începutul domniei sale. Theodahad stârnise mânia goților dat fiind că nu reușise să trimită ajutoare către Napoli, când orașul era asediat de către Belizarie. Ulterior, generalul bizantin îi va captura atât pe Vitiges cât și pe Matasuntha și îi va trimite la Constantinopol, unde Vitiges a murit, fără a avea urmași. După moartea sa, Matasuntha s-a recăsătorit cu patricianul Germanus Iustinus, nepot al împăratului Iustinian I prin sora acestuia, Vigilantia.